# Hứa Trọng Lâm
Hứa Trọng Lâm (1560 - 1630) (chữ Hán phồn thể: 許仲琳; giản thể: 许仲琳), hiệu là Chung Sơn Dật Tẩu (chữ Hán: 钟山逸叟) là một nhà văn Trung Hoa. Ông là người Phủ Ứng Thiên huyện Trực Lệ biên soạn. Ông sinh tại Nam Kinh (lúc đó gọi là Nhạn Thiên Phủ (應天府;应天府) vào thời nhà Minh.
Mọi người đều cho ông là tác giả của Phong thần diễn nghĩa (封神演義;封神演义),có nguồn sử sách ghi rằng Hứa Trọng Lâm mua lại tác phẩm Phong Thần Diễn Nghĩa từ Lục Tây Tinh